# Euplocia moorei
Euplocia moorei là một loài bướm đêm trong họ Erebidae.